# 班扎尔·道尔吉
道尔吉·班扎罗夫 （英語：Dorzhi Banzarov，约1822年—1855年）為布里亚特历史学者，萨满教研究者。1846年6月5日他从喀山大学毕业，开始从事考古、历史等方面的研究。在大学期间学习了梵语、土耳其语、满语等东方语言，能阅读德文、法文、英文和拉丁文的著作。他最知名的著作是《黑教或称蒙古人的萨满教》。

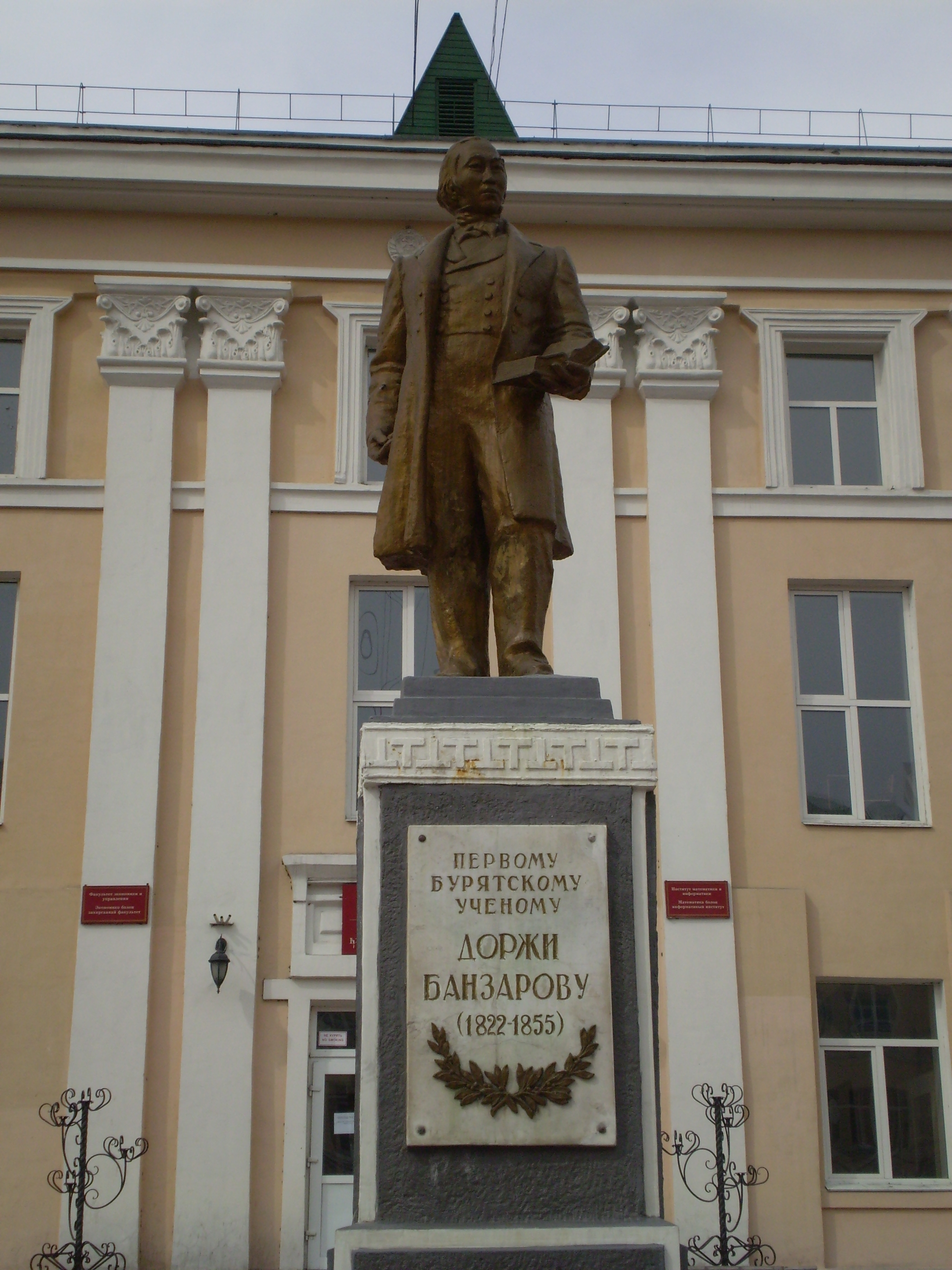
位于乌兰乌德的班扎罗夫雕像

## 著作
- 《黑教或称蒙古人的萨满教》[2]